# Synagoge (Basel)

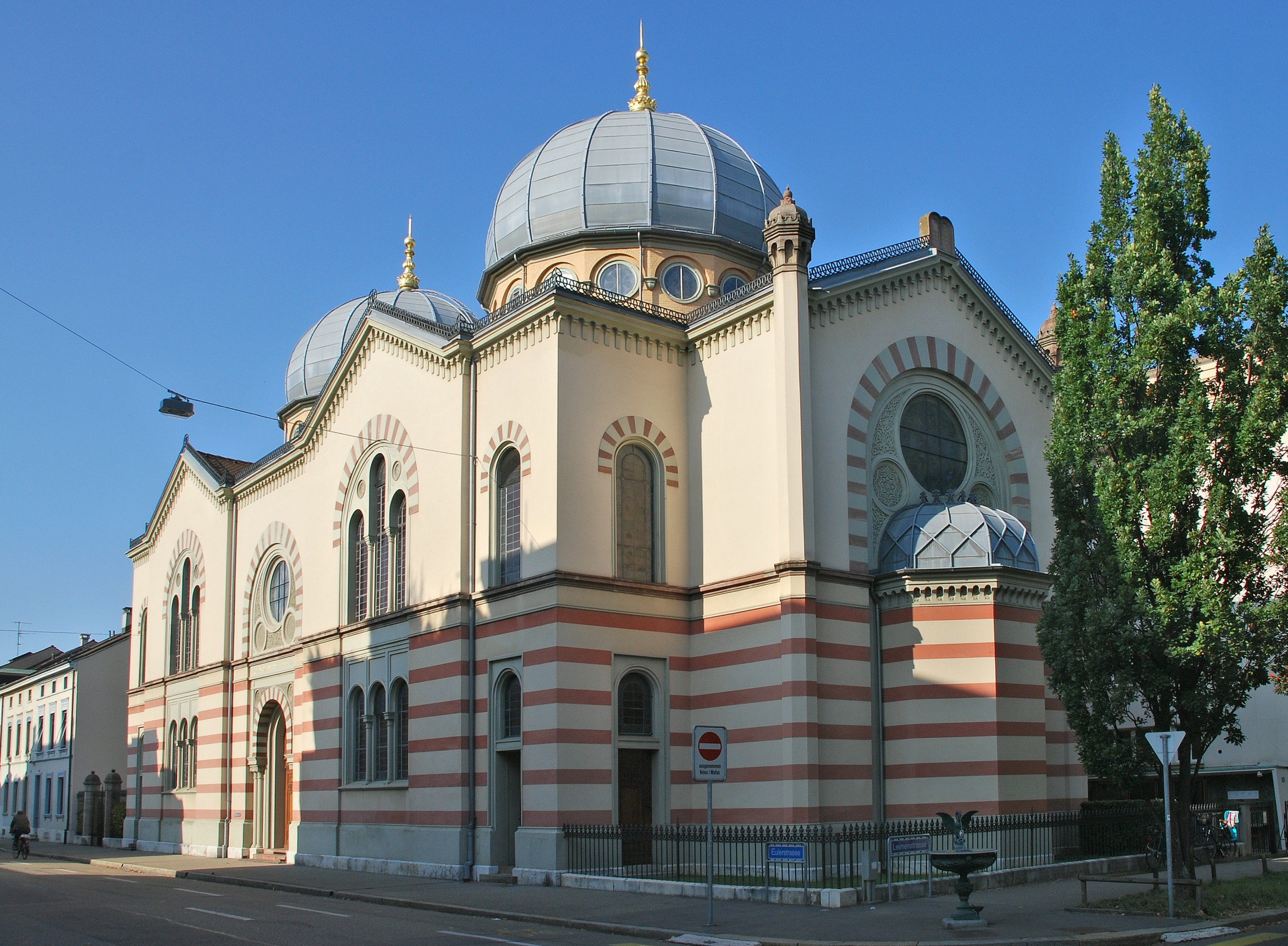
Basler Synagoge

Die Basler Synagoge, auch bekannt als die Grosse Synagoge, ist das Versammlungs- und Gotteshaus der aschkenasischen Israelitischen Gemeinde Basel. Sie befindet sich im Stadtteil Am Ring an der Eulerstrasse 2. Die beiden golden schimmernden Kuppelspitzen der Synagoge setzen einen orientalischen Akzent und sind eine markante Erscheinung im Basler Strassenbild.

## Baugeschichte
Die erste Synagoge der jüdischen Gemeinde Basel befand sich um 1200 an der unteren Gerbergasse. Seit 1864 diskutierte die Israelitische Gemeinde Basel über den Bau einer Synagoge, die schliesslich zwischen 1866 und 1869 vom Architekten Hermann Rudolf Gauss errichtet wurde. Der damaligen Mode entsprechend war der erste Bau ein zentralisierender neobyzantinischer Kreuzkuppelbau, dem im Osten eine kleine Konche für den Toraschrein angefügt war. Die Frauenemporen waren nach Westen ausgerichtet.
Eine erste Erweiterung erhielt die Synagoge im Jahr 1892, als sie von Paul Reber um eine zweite Kuppel erweitert wurde und damit einen ausgeprägten Längszug erhielt.
Nach der Renovation von 1947 wich die vielfarbige Innenausstattung einem vereinheitlichenden Grau. In den Jahren 1986/87 wurde die Synagoge ein weiteres Mal umfassend restauriert, wobei die Schablonenmalerei der Ostwand und die Ornamentik der Deckenvertäfelung aus der Zeit der Erweiterung durch Paul Reber wiederhergestellt wurde.

## Kulturgut
Die Synagoge Basel ist ein Kulturgut von nationaler Bedeutung, verzeichnet mit KGS-Nr. 1625 in der Liste der Kulturgüter von nationaler Bedeutung im Kanton Basel-Stadt und steht gemäss der Haager Konvention zum Schutz von Kulturgut bei bewaffneten Konflikten, dem Bundesgesetz vom 20. Juni 2014 über den Schutz der Kulturgüter bei bewaffneten Konflikten sowie der Verordnung vom 29. Oktober 2014 über den Schutz der Kulturgüter bei bewaffneten Konflikten unter Schutz.

## Namensänderung der Synagoge
Die Grosse Synagoge Basel, die bisher von den Gemeindemitgliedern umgangssprachlich IGB-Syni (Kurzform von Israelitische Gemeinde Basel-Synagoge) genannt wurde, ist gegen Ende 2020 in Beit Joseph umbenannt worden. Entschieden hat diese Namensgebung die Gemeindeversammlung im September 2020 mit knapper Mehrheit nach langer Diskussion. Die Synagoge wird damit nach dem Bankier Joseph Safra benannt werden. Im Gegenzug erhält die Gemeinde eine Spende in Höhe von 1,5 Millionen Franken. Dahinter steht die aus Brasilien stammende Bankiersfamilie Safra und eine ihr nahestehende Stiftung. Seit der Übernahme der Basler Privatbank Sarasin, die nun J. Safra Sarasin Bank heisst, hat die Familie, die zu den fünf reichsten der Schweiz gehört und ihre Wohnsitze in verschiedenen Ländern hat, eine unmittelbare Beziehung zu Basel. Einzige Bedingung für die Vereinbarung, die trotz einzelner Proteste definitiv abgeschlossen wurde, war, dass der Name der Synagoge fortan «auf Ewigkeit» erhalten bleibe.